# 盛承发
盛承发（1950年4月—），安徽庐江人，中华人民共和国害虫防治专家，中国科学院动物研究所研究员，中华全国青年联合会原副主席。